# Satz über wandernde Gebiete

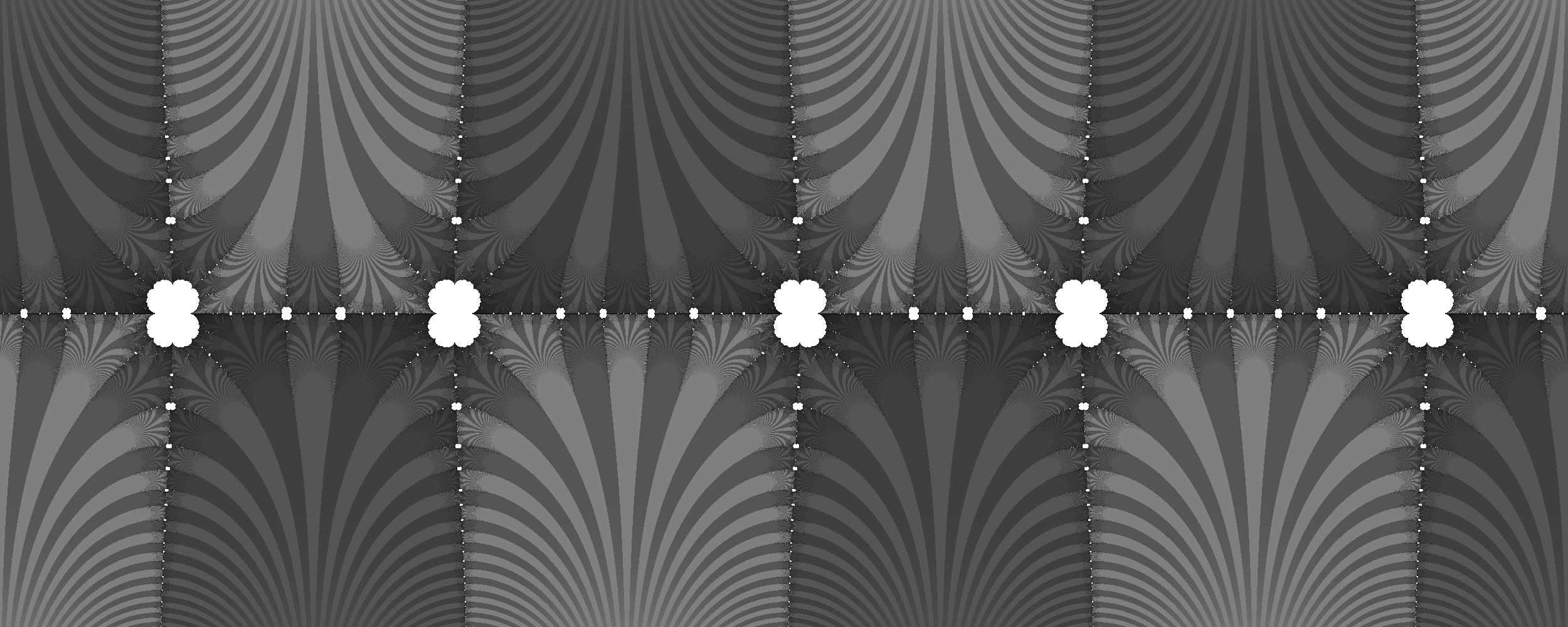
Die Komponenten der Fatou-Menge der transzendenten Abbildung
sind weiß gezeichnet, sie sind wandernde Gebiete

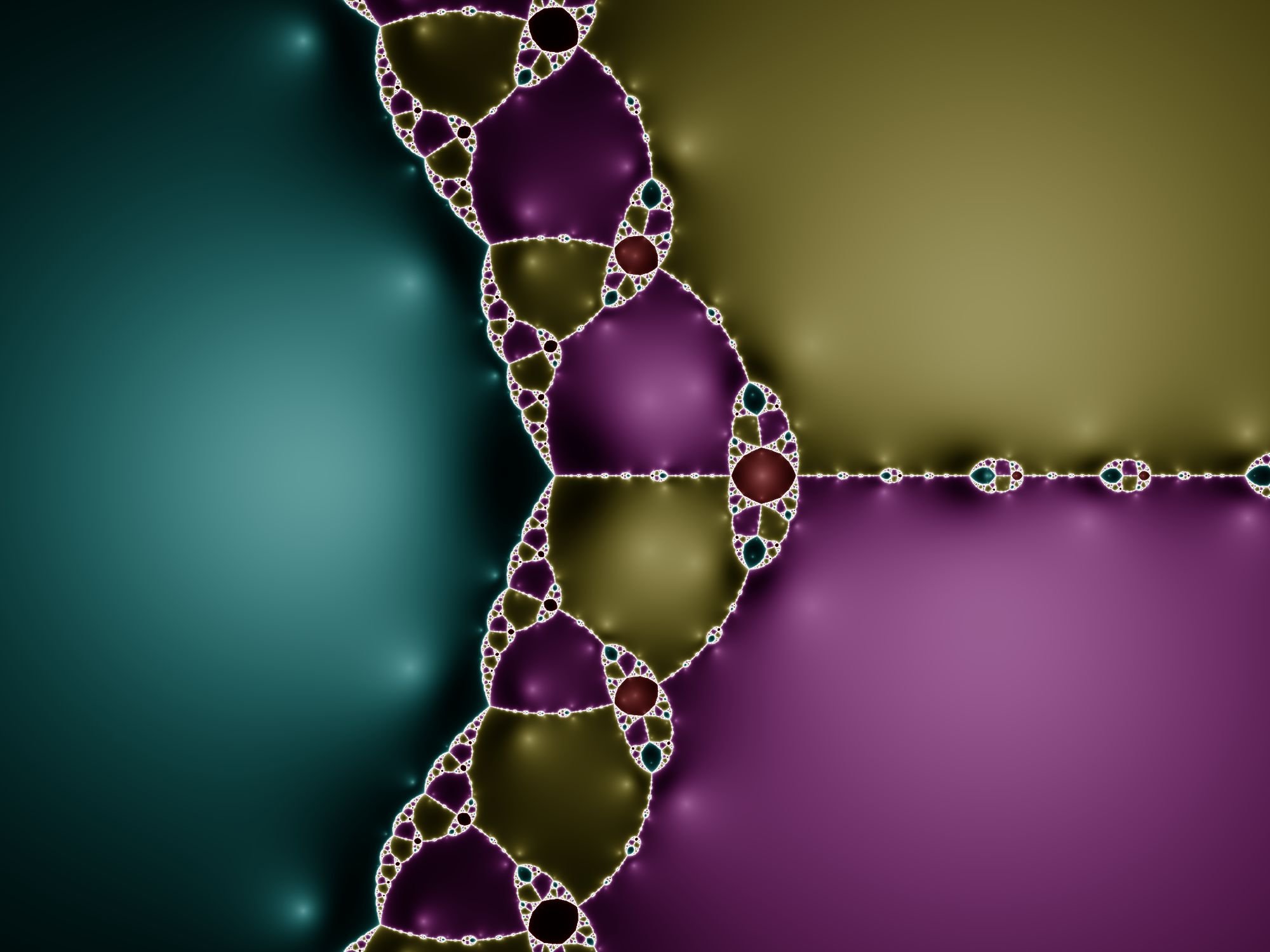
Die Komponenten der Fatou-Menge der rationalen Abbildung
konvergieren je nach Färbung gegen eine der Nullstellen von und sind deshalb nicht-wandernde Gebiete

In der Mathematik ist der Satz über wandernde Gebiete (engl. no-wandering-domain theorem) ein Lehrsatz aus der Theorie dynamischer Systeme. Er besagt, dass durch Iteration einer rationalen Abbildung in der komplexen Zahlenebene keine wandernden Gebiete entstehen.
Der Satz wurde in den 20er Jahren von Pierre Fatou und Gaston Julia vermutet und 1982 von Dennis Sullivan bewiesen.

## Wandernde Gebiete
Sei {\displaystyle {\widehat {\mathbb {C} }}=\mathbb {C} \cup \{\infty \}} die Riemannsche Zahlenkugel und {\displaystyle f\colon {\widehat {\mathbb {C} }}\to {\widehat {\mathbb {C} }}} eine holomorphe Abbildung. Die Fatou-Menge ist die Menge aller Punkte {\displaystyle z,} in denen die Folge der Iterierten {\displaystyle f^{k}(z)} gleichgradig stetig ist, das heißt, das {\displaystyle \delta } in der {\displaystyle \varepsilon }-{\displaystyle \delta }-Definition von Stetigkeit hängt nicht von {\displaystyle k} ab. Die Fatou-Menge kann aus verschiedenen (evtl. unendlich vielen) Zusammenhangskomponenten bestehen. Für eine Zusammenhangskomponente {\displaystyle U} ist {\displaystyle f(U)} ebenfalls eine Zusammenhangskomponente der Fatou-Menge.
Eine Zusammenhangskomponente {\displaystyle U} heißt ein wanderndes Gebiet, wenn die Folge {\displaystyle f^{k}(U)} aus unendlich vielen unterschiedlichen Zusammenhangskomponenten besteht. Andernfalls, wenn die Folge {\displaystyle f^{k}(U)} letztendlich periodisch wird, spricht man von einem nichtwandernden Gebiet.

## Satz über wandernde Gebiete
Die Fatou-Menge einer rationalen Abbildung hat keine wandernden Gebiete.
Transzendente ganze Funktionen können hingegen wandernde Gebiete haben. Ein entsprechendes Beispiel war bereits 1976 von Baker gegeben worden.